# Wisutkasat
Wisutkasat (tiếng Thái: วิสุทธิกษัตรีย์), là một Xiêm Hoàng hậu và công chúa trong thời kỳ Ayutthaya trong thế kỷ 16, sinh ra Sawatdirat (tiếng Thái: สวัสดิราช) Hoàng tử Thianracha (sau này là vua Maha Chakkraphat) và Suriyothai. Cô là một người mẹ của hai vua (Naresuan và Ekathotsarot, và tổ tiên bà mẹ của triều đại Sukhothai, mà cai trị Ayutthaya từ 1569-1629.

## Đời sống
Trong năm 1548, cô kết hôn Maha Thammaracha, một người họ hàng bên mẹ. Ông đã làm Chúa của Phitsanulok, ngay sau khi giúp Maha Chakkraphat lên ngôi qua một cuộc đảo chính cung điện. Cô mang Thammaracha ba đứa con, hai con trai: Phra Naretsuan sinh năm 1555, Phra Ekathotsarot (cả hai đã trở thành vị vua) và một con gái Phra Suphankanlaya.
Trong năm 1563, vua Bayinnaung của Miến Điện xâm lược Xiêm. Các thành phố Phitsanulok đã buộc phải đầu hàng và chồng chuyển lòng trung thành của mình từ cha mình để kẻ thù của mình. Năm 1566, cô đã tham gia vào vụ bắt cóc em gái Phra Thepkassattri, người đã hứa gả cho KingSetthathirath của Lan Xang, để ngăn chặn một liên minh giữa cố Ayutthaya và Lào chống lại husband.
Chakkraphat và Mahinthrathirat sau đó hành quân đến Phitsanouk khi Thammaracha đã đi, và mất Wisutkasat và các con đến Ayutthaya làm con tin. Sau Miến Điện-Xiêm chiến (1568-1569), chồng cô lên ngôi với sự giúp đỡ của Bayinnaung là Vua Maha Thammarachathirat hoặc Sanphet tôi, và họ cùng nhau trở thành những người sáng lập của triều đại Sukhothai.

## con cái
- Công chúa Suphankanlaya, sau này trở thành một phối ngẫu của Bayinnaung
- Hoàng tử Naret hoặc Naresuan, sau vua Sanphet II
- Hoàng tử Ekathotsarot, sau vua Sanphet III